# 광도

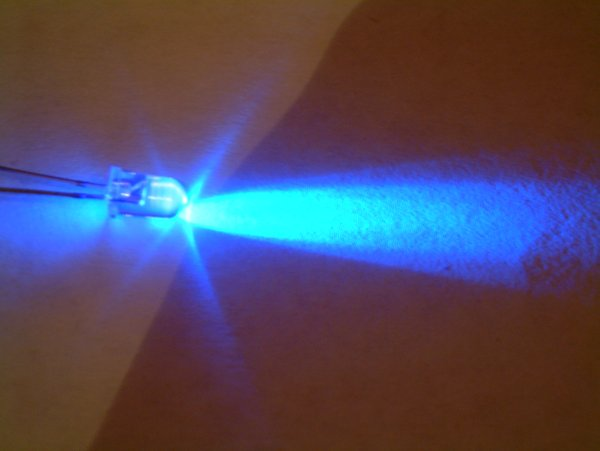

광도(光度, luminous intensity)는 인간이 전자기파를 시각으로 인식하는 감도인 시감도에 기초하여, 광원의 밝기를 나타내는 값이다. 광도의 SI 단위는 칸델라(cd)이다.

## 정의
1 칸델라는 진동수 540×1012 헤르츠인 단색광을 방출하는 광원이 어떤 주어진 방향으로 매 스테라디안 당 1/683 와트의 비율로 에너지를 발산할 때의 밝기로 정의된다.

## 설명
진동수 540 × 1012 헤르츠에서 단위 입체각(스테라디안)당 1W의 전자기 에너지를 발산하는 광원의 광도는 683 칸델라가 된다.

## 같이 보기
- 밝기
- 휘도
- 조도
- 광선속